# Jerzy Zieliński (urolog)
Jerzy Zieliński, do 1942 Feliks Emil Rathauser, (ur. 6 maja 1914 w Rudzie (Bukowina), zm. 11 grudnia 2000 w Katowicach) – polski lekarz, profesor nauk medycznych, specjalista w zakresie urologii, wykładowca na Śląskiej Akademii Medycznej.

## Życiorys
W 1937 Ukończył medycynę na Wydziale Lekarskim Uniwersytetu Jana Kazimierza we Lwowie. Staż odbywał w szpitalach we Lwowie, tam też specjalizował się w urologii. W 1938 w Warszawie pod kierunkiem Adolfa Wojciechowskiego rozpoczął pracę nad doktoratem. Prześladowany z uwagi na żydowskie pochodzenie, został zmuszony do zmiany nazwiska na Jerzy Zieliński, pracował poza zawodem. Wziął udział w powstaniu warszawskim. Po wojnie pracował w szpitalach w Bytomu i Katowicach. Podjął przerwane prace nad doktoratem, uzyskując tytuł doktora nauk medycznych w 1949 na Uniwersytecie Wrocławskim. Związał się naukowo ze Śląską Akademią Medyczną, w której rozpoczął pracę jako adiunkt w Klinice Chirurgicznej. Pełnił następnie funkcje ordynatora oddziału urologicznego i kierownika Kliniki Urologicznej. W 1967 uzyskał habilitację, w 1985 został profesorem. W latach 1981-1982 był rektorem ds. rozwoju.
Członek i działacz Polskiego Towarzystwa Lekarskiego, Polskiego Towarzystwa Urologicznego oraz Międzyuczelnianego Towarzystwa Akademickiego „Universitas”. Członek zarządu Europejskiego Towarzystwa Urologicznego.

## Nagrody i wyróżnienia
Doktor honoris causa Śląskiej Akademii Medycznej. Członek honorowy Polskiego Towarzystwa Urologicznego. Laureat nagrody Lux ex Silesia. Upamiętniony w Panteonie Górnośląskim.